# لوكا مياتزا
لوكا مياتزا (بالإيطالية: Luca Meazza)‏ هو لاعب كرة قدم إيطالي في مركز الدفاع، ولد في 12 نوفمبر 1965. لعب مع إنتر ميلان ونادي تارانتو 1927.